# اوس (دیو)

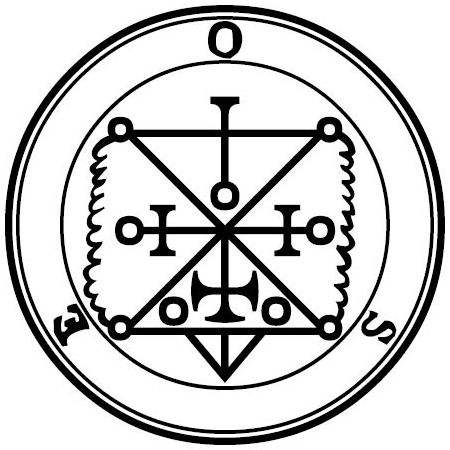
سیگیل اوس در کلید کوچکتر سلیمان

در دیوشناسی اوس (به انگلیسی: Ose) یکی از رئیس‌جمهورهای دوزخ است که بر ۳ لژیون شیاطین فرماندهی می‌کند. او انسان‌ها را در فنون متحرر باخرد می‌کند و به تمام سوال‌هایی که راجب امور الهی و پنهانی‌است پاسخ‌های درست می‌دهد؛ او همچنین می‌تواند در صورت درخواست احضار کننده‌اش افراد را به جنون برساند، به شکلی که قربانی تصور کند که تبدیل به پاپ یا پادشاهی با تاج بر سر شده است. با این حال طلسم‌های او تنها ۱ ساعت در روز کار می‌کند.
علاوه براین اوس توانایی تبدیل کردن افراد به حیوانات را دارد، به شکلی که قربانی متوجه طلسم نمی‌شود و از تبدیل‌شدنش به یک حیوان غافل می‌ماند.
اوس به شکل یک پلنگ به تصویر کشیده شده است که پس از مدتی شکل انسانی به خود می‌گیرد.